# 萨摩亚船蛆
萨摩亚船蛆（学名：Teredo samoaensis）为船蛆科船蛆属的动物。分布于萨摩阿岛以及中国大陆的大连港码头、青岛港的大港和中港等地，生活环境为海水，常见于盐度较高、水层较深的环境中，为害海洋木材建筑。